# 極道の妻たち 三代目姐
『極道の妻たち 三代目姐』（ごくどうのおんなたち さんだいめあね）は、1989年公開の日本映画。主演は、三田佳子。監督は、降旗康男。通称『極妻（ごくつま）』シリーズの第3作目。『極妻』シリーズの主演は、岩下志麻、十朱幸代に続いて三田で3代目となる。
本作では、兵庫県を舞台に組の跡目争い、坂西組組長妻・葉月と坂西組組員赤松の親子愛とも男女の恋ともつかない情愛、さらに赤松を巡る坂西組組長妻・葉月を含めた3人の女たちの争いが描かれている。キャッチコピーは、「私、一万五千人の暴力(こども)を相続しました。」。
本作では、第13回日本アカデミー賞(1990年)において三田が優秀主演女優賞、降旗康男が優秀監督賞、木村大作が優秀撮影賞、増田悦章が優秀照明賞、市田勇が優秀編集賞をそれぞれ受賞している。

## あらすじ
兵庫の三代目坂西組組長妻・坂西葉月（三田佳子）が入院中の夫・三代目坂西組組長坂西武雄（丹波哲郎）の世話をしていた頃、服役中だった組員・赤松徹郎（萩原健一）が出所してくる。翌日、赤松は兄貴分の組員・寺田竜吉（成田三樹夫）から“じょうしん会”の二代目・木曽（浜田晃）と盃を交わすよう告げられる。8年前坂西組とじょうしん会は抗争状態で、その後終結したがわだかまりを持っていた赤松は、寺田の話を断ってしまう。夫婦で赤松を気にかけていた葉月は寺田を支えて坂西組を守り立てるよう告げ、改心した赤松は寺田に詫びることにする。
赤松は高級クラブで寺田に詫びを入れようとするが、直後に赤松を狙った襲撃未遂事件が起きたことで曖昧に終わってしまう。その襲撃の直前、ホステス・野方操（かたせ梨乃）は襲撃犯の松江勝巳から有り金を託され、勝巳の妹・松江清美（吉川十和子）に渡すよう頼まれていた。その後、夫を亡くした葉月は、寺田に遺言がなかったことを伝えた後、組長代行に任命し、跡目となる四代目を決めるよう告げる。四代目候補者となった寺田と赤松は、数週間後の幹部会の入れ札(投票)で票を多く得た者が跡目を継ぐこととなる。
霊代という立場上入れ札には直接関わらない葉月だが、以前から赤松に恋愛に似た感情を持っていたことから赤松の跡目襲名を願う。赤松と2人きりで会った葉月は、「組長だった夫の魂を受け継ぐのはあんたしかおらへん」と赤松を激励する。寺田は事を有利に運ぶため木曽を坂西組幹部に加入させるが、赤松は事務所を訪ねた操から「襲撃犯はじょうしん会組員」と知らされる。この証言で赤松は木曽の幹部会除名を迫るが、後日寺田と木曽は襲撃事件を“薬物中毒者の犯行”に仕立て上げて赤松の訴えを退ける。
そんな中弁護士（大門正明）から突然夫の遺言の存在を知らされた葉月は戸惑い、今しばらく弁護士に遺言を預かってもらう。襲撃犯との約束を果たした操は清美の人柄を気に入って自宅に住まわせ、操は恋人となった赤松からとある売り物件の高級クラブを買い取る。実はそのクラブの前所有者は坂西組組員妻で、話を聞いた葉月は店に訪れて赤松を巡って操と女の火花を散らし、組員妻たちを店内で暴れさせる。葉月が夫の遺産整理を終えて故郷に戻った後、幹部会の入れ札により四代目は寺田に決まるが赤松は納得していなかった。
組員を使って木曽を殺した赤松は警察に連行されるが、「赤松と部屋にいた」との清美のアリバイ証言により釈放される。清美の証言聞き取りに同席した操は清美が赤松に抱かれたことを知って追い出すが、清美に心が移った赤松は操から店を奪って去っていく。赤松に裏切られた操は人（坂上忍）を使って赤松を亡き者にし、遺体安置所に駆けつけた葉月は赤松の死に激しいショックを受ける。寺田同席のもと弁護士から跡目に関する夫の遺言を聞いた葉月は、それを破り捨てた後マスコミの前で自ら跡目を継ぐことを宣言するのであった。

## キャスト
坂西葉月
演 - 三田佳子
三代目坂西組組長坂西武雄の妻。赤松が子供の頃から自宅で一緒に暮らしてきたため夫妻にとっては実の子のように接している。宝塚歌劇団上がりの元女優で、武雄とは周りの反対を押し切って結婚しヤクザ組長の妻となり約20年間支えてきた。両親を早くに亡くしており、坂西との間に子供はおらず身内は夫のみ。自身と坂西のどちからかは不明だが実家が瀬戸内海の島にある。坂西の死後は資産の整理などをしながら、赤松のことを心配しながら時々2人だけで会ってその都度助言したり励ます。
赤松徹郎
演 - 萩原健一
坂西組中堅組員で坂西組きっての行動派。寺田の舎弟。葉月から「てっちゃん」と呼ばれている。子供の頃から坂西組組長夫妻に育てられてきたため、2人への忠誠心に厚い。過去に寺田組傘下組織の先代組長を殺し、冒頭で8年間の刑期を終えて出所する。作中では、葉月に異性として好意を持っているという噂があるが、その後操や清美と男女の関係となる。寺田と親しくしていたが、四代目の跡目に絡んで寺田との間に徐々に溝ができる。

### 赤松と関わる主な人物
寺田竜吉
演 - 成田三樹夫
坂西組傘下の寺田組組長。赤松の叔父貴分。インテリヤクザ風のドライな考え方の持ち主。坂西とは終戦の頃から苦労を共にしてきた仲。狡猾な性格で表向き三代目夫妻や赤松とも親しく接するが、その裏でヤクザ界でのし上がる機会を虎視眈々と狙う。坂西の死後、遺産などを整理する葉月のもとに時々訪れ、跡目に関して葉月の本心を探り始める。
野方操
演 - かたせ梨乃
野方組組長の妻。傷害の罪を起こして2年半服役し冒頭で出所した。服役中に組が解散になったことを知る。その後は歌絵の高級クラブでホステスとして働き出し、その後売りに出されたクラブを買い取って「ROSE TATTOO」(ローズ・タトゥー)のオーナーとなる。赤松の恋人となるがその後、赤松を巡って葉月や清美とトラブルになる。
松江清美
演 - 吉川十和子
勝巳の妹。宗右衛門町の風俗店「スキャンドール」で働いている。操に拾われて居候生活をさせてもらい、操の自宅で家事をしながら夜はローズ・タトゥーのホステスとして働き始める。気立てが良く真面目で素直な性格。

### 主なヤクザたち
木曽忠久
演 - 浜田晃
寺田組傘下組織の二代目組長。寺田の参謀役を務める。経理のベテランで実業家顔負けの経済通。赤松に「先代組長を殺したことは根に持っていない。組長とは考え方も違う」と告げて、兄弟の盃を交わすことを申し出る。坂西の死後、坂西組幹部会に新規加入し会員となる。
児島貫一
演 - 上田耕一
寺田組幹部。寺田に特に信頼されているようで行動をいつも共にしている。坂西組の幹部会では進行役を務め、また未亡人となった葉月に対して遺産や今後の生活について話し合う。
松江勝巳
演 - 田中隆三
寺田組傘下組織の組員で鉄砲玉。先代組長派で先代組長を殺した赤松を恨みを抱いている。坂西組の高級クラブに一般客を装って訪れ、たまたま接客したホステスの操に清美に渡す金を託した後、赤松を銃で襲撃する。
阿波隆行（あわ）
演 - 綿引勝彦
坂西組の赤松派幹部。坂西組傘下の組に所属し、赤松を四代目にすることを望む。寺田とは考え方にやや開きがあり対立することがある。幹部会のメンバーの資格は、三代目の舎弟か直系若衆に限られているため、坂西と盃を交わしていない木曽の加入に異議を唱える。数日後、赤松組組事務所に訪れ、葉月を味方につけて寺田と絶縁すべきと赤松に訴える。
ながはま
演 - 岩尾正隆
坂西組の赤松派幹部。坂西組傘下の組に所属し、赤松を四代目にすることを望む。同じ赤松派の阿波とは、幹部会で一緒に木曽の幹部会加入を反対したり、赤松組組事務所に訪れて四代目の跡目争いに本腰を入れない赤松に発破をかける。
明神孝弘
演 - 小西博之
赤松組組員。出所したばかりの赤松に付き添い、高層ビルの一室にある寺田の新しい組事務所の設備に赤松組組事務所との差に驚く。その後遺体安置所で赤松の遺体と対面する葉月に付き添う。

### 坂西組組員の妻たち
寺田歌絵
演 - 新藤恵美
寺田の妻。坂西組妻の中では、葉月に継ぐ立場。大阪のキタ(北新地辺り)にある高級クラブ「モンパルナス」のオーナー兼ママ。最近の葉月の様子から、坂西の病状が良くないことを推測し寺田に不安な気持ちを伝える。
阿波友見
演 - 西川峰子
阿波の妻。以前から組長を悪く書き連ねるマスコミに腹に据えかねており、組長が入院する病院前に集まる報道陣に文句を言う。自宅の水槽でピラニアを飼っている。組員妻たちによる葉月のお別れ会の席で、歌絵の店だったクラブが他の人に買われた後新装開店し、新しくママとなったのが赤松の恋人(操)であることを伝える。
晶子
演 - 芦川よしみ
病院から出てきた葉月をマスコミからガードする。女癖が悪い旦那のことで葉月に相談する。後日操のクラブの開店日に仲間の妻たちと集団で冷やかしに行く。
光江
演 - 速水典子
過去に坂西武雄に数人の妾がいたことで葉月に傷つかなかったのかを尋ねるが、葉月の懐の広さを知って感心する。
良美
演 - 春やすこ
感情豊かな性格で、他の組員妻と共にマスコミに囲まれた時はテレビカメラにピースをしたり、葉月の送別会では別れを惜しんで涙するが、直後に機嫌を直して笑顔でカラオケを歌うなどする。

### 葉月の関係者
坂西武雄
演 - 丹波哲郎（特別出演）
坂西組三代目組長。葉月の夫。心臓が悪く冒頭で入院生活を始める。作中では、日本最大のヤクザ組織を誇り組員15,000人ほどを抱えているとのこと。自身が倒れたことで一部マスコミから「これを機に警察が坂西組を壊滅させようとしている」と言われている。葉月が宝塚で女優をしていた頃に2ヶ月間の公演を毎日通いつめ、その後、葉月と結婚。大阪の街について、「綺麗なものも汚いものも飲み込む極道のような街」として愛している。好きな酒は、ロマネ・コンティ。
花井由利子
演 - 加茂さくら
葉月の友人。ピアノバーのママで、自らピアノを弾いて聞かせる。葉月とは宝塚時代からの付き合い。葉月が、美里と赤松を結婚させようとしているのではないかと心配する。
花井美里
演 - 財前直見
由利子の娘で、由利子のバーで働く。朗らかで人当たりのよい性格でしっかり者。葉月を「葉月のおばさま」と呼び親しくしている。自称“葉月のファン”で、タカラジェンヌからヤクザの妻となった葉月に憧れていることから極道の世界に興味を持っている。
結城弁護士
演 - 大門正明
入院中の坂西から遺言状を預かっており、坂西の死から数日後銀行の貸し金庫に保管される遺言の存在を葉月に伝える。また、亡くなった坂西の魂を受け継いで最後の締めくくりをするよう、葉月に助言する。

### その他
野方淳之助
演 - 小松政夫
元野方組組長。十三 (大阪市)でヤクザを小さい組を従えている。女好きで浮気を繰り返していたため、操に銃で撃たれてケガを負わされたことを根に持ち、操から離婚届けに判を押すよう頼まれているが断り続けている。
荒木太
演 - 坂上忍
元野方組組員で、現在はレンタルビデオ屋を経営している。組長の妻だった操を慕っており、操に頼まれて夜の街で働く清美を探して引き合わせる。その後も操が始める高級クラブの権利金を業者に支払うなど、操からの頼まれ事を色々と引き受ける。
すぎ子
演 - 木村緑子
荒木の妻で荒木と2人でレンタルビデオ屋で働いている。冒頭で取材陣に囲まれる葉月をテレビで見て「カッコええわ、さすが元女優さんやわ」と感想を述べる。その後、操の代わりに高級クラブの売買契約に行く荒木に同行し、内装を見て感想を言う。
漆畑青舟
演 - 内田朝雄
“関東どうしゅう会”の会長(理事長)。坂西の葬儀では、葬儀委員長を務める。葉月の慰労会に出席し乾杯の音頭を取る。寺田に目をかけており、葉月と赤松の今後の動きに注意するよう忠告する。
本橋市兵ヱ
演 - 藤岡重慶
京都本橋組総長。葉月の慰労会に出席する。葉月のファンらしく個人的にツーショット写真を撮ってもらう。
大宅謙吉
演 - 本間優二

## スタッフ
- 原作 - 家田荘子（文藝春秋刊）
- 脚本 - 高田宏治
- 監督 - 降旗康男
- プロデューサー - 奈村協、妹尾啓太
- 企画 - 日下部五朗
- 企画協力 - 湯山雄介（青年企画）
- 撮影 - 木村大作
- 美術 - 井川徳道
- 照明 - 増田悦章
- 音楽 - 三枝成彰
- 編集 - 市田勇
- 録音 - 伊藤宏一
- 記録 - 田中美佐江
- 助監督 - 長岡鉦司、森本浩史、石川一郎
- 装置 - 梶谷信男
- 装飾 - 渡辺源三
- 背景 - 西村三郎
- 衣裳 - 豊中健
- 美粧 - 田中利男
- 結髪 - 山田真佐子
- 音響効果 - 永田稔、平井清重
- 擬斗 - 谷明憲
- 火薬効果 - BRONCO
- 衣裳デザイナー(三田佳子)：オートクチュール・鈴木紀男
- スタイリスト - 市原みちよ、清水まり、金丸照美
- ヘアーメイク(三田佳子) - 武田千巻
- ヘアーメイク(かたせ梨乃) - 早藤みち子
- 和服コーディネーター - 江木良彦
- 刺青 - 毛利清二
- 方言指導 - 和泉敬子、永居光男、神原千恵
- スチール - 中山健司
- キャスティング - 葛原隆康
- 衣裳協力 - 西伯利亜毛皮店、駄ジュール、創作紫貴、ゲイタッグス、伊太利屋、株式会社ジュネビビアン、ABUU、マグー株式会社、イヴドール、玉椿、東京ますいわ屋、結織苑・ゆうすいえ、市田株式会社、和装小物・吉利、KYO COLLECITON京、Yin & Yang
- 装身具協力 - Marina、一新時計株式会社、銀座かねまつ、CHARLES JOURDAN、株式会社アヴァンティ、MONTE NEGRO
- 撮影協力 - 京都 株式会社公益社、富士通株式会社、小林電子産業株式会社、東映京都美術センター

## 劇中歌
- 主題歌「NEL TUO SOGNO」

作詞：ANNA BANANA、作曲：三枝成彰、歌：ANNA BANANA
エンドロールで流れる。
- 「MUGO・ん…色っぽい

作詞：中島みゆき、作曲：後藤次利、歌：工藤静香
操が清美と初めて会った喫茶店の店内BGMとして流れる。また、後日清美が、操の部屋でこの歌を鼻歌で歌う。
- ヴァイオリン協奏曲「四季」より春・第1楽章 アレグロ

作曲：ヴィヴァルディ
葉月の慰労会の会場で流れるBGMとして使われる。
- 「愛のフィナーレ」

作詞：なかにし礼、作曲：宮川泰／原曲は、1968年にザ・ピーナッツが歌唱した。
組員の妻たちによる葉月の送別会で、由利子が店内のピアノでこの歌を弾き語りする。
- 「乾杯」

作詞・作曲：長渕剛／原曲は、1980年に長渕が歌唱した。
上記の送別会で、良美が店内カラオケで歌う。

## エピソード
- 1989年1月11日、東京芝の東京プリンスホテルで製作発表会見があった[9]。1989年1月20日クランクイン[9]。高岩淡専務が「三田さんを京都に本格的に迎えるのは初めて（三田は東映東京撮影所所属のまま1967年に東映を退社）。低迷する映画界に一発かましたい」などと話した[9]。